# Chrysopilus vespertinus
Chrysopilus vespertinus är en tvåvingeart som beskrevs av Elisabeth K. Stuckenberg 1965. Chrysopilus vespertinus ingår i släktet Chrysopilus och familjen snäppflugor.
Artens utbredningsområde är Madagaskar. Inga underarter finns listade i Catalogue of Life.